# Tecual
Tecual (pl. Tecuales) pleme iz grupe Coran (Corachol) nekad naseljeni u dvije sekcije na Río Grande de Santiago i Río San Pedro u Nayaritu, Meksiko. U 17. stoljeću ove Indijance, koje neki drže za pretke suvremenih Huichola, nalazimo naseljene u gradovima nestalih Teco-Tecoxquin Indijanaca. 
jezik
Mason (1934.) Tecuale klasificira u porodicu Uto-Aztecan, užu grupu Aztecoidan (Nahua), danas se grupa Coran vodi zasebno unutar porodice Juto-astečki (jezična porodica) uključujući plemena Tecual, Huichol i   Cora Indijance s ograncima Coano, Huaynamota i Zayahueco.